# 上尾信也
上尾 信也（あがりお しんや、1961年 - ）は、日本の音楽学者、上野学園大学元教授。桐朋学園大学特任教授。

## 略歴
広島大学卒、同大学院国際学修士課程修了、国際基督教大学大学院博士課程修了、1994年「楽師論序説 中世後期のヨーロッパにおける職業音楽家の社会的地位」で博士（学術）。音楽社会史、西洋史が専門。
桐朋学園芸術短期大学専任講師、助教授、1989年教授を経て、2013年上野学園大学准教授、2014年同教授となる。2021年に著作権法上の法令違反を理由として懲戒解雇されるも、裁判により通常退職となる。2024年現在、桐朋学園大学特任教授。

## 著書
- 『歴史としての音 ヨーロッパ中近世の音のコスモロジー』柏書房 (ポテンティア叢書) 1993
- 『楽師論序説 中世後期のヨーロッパにおける職業音楽家の社会的地位』国際基督教大学比較文化研究会 (ICU比較文化叢書) 1995
- 『音楽のヨーロッパ史』2000 講談社現代新書
- 『吟遊詩人』新紀元社 2006
- 『国歌 : 勝者の音楽史』2024 春秋社

### 共著
- 『詳説総合音楽史年表 音楽を世界の歴史からグローバルにとらえる』皆川達夫,倉田喜弘監修,上尾信也 [ほか]解説 教育芸術社 2003

### 翻訳
- ヴァルター・ザルメン『コンサートの文化史』網野公一共訳 柏書房(ポテンティア叢書) 1994
- ヴァルター・ザルメン『「音楽家」の誕生 中世から現代までの音楽の社会史』加藤博子共訳 洋泉社 1994
- ジェームズ・マッキノン編『西洋音楽の曙 古代・中世』監訳 音楽之友社 (西洋の音楽と社会) 1996
- ジェームズ・マッキノンほか編『西洋音楽史年表』上尾信也 [ほか]監訳 音楽之友社(西洋の音楽と社会) 1997

## 論文
- ＜上尾信也